# Tour dei British and Irish Lions 1899
Una selezione delle Isole britanniche di Rugby si reca in Australia per un lungo tour.
Capitano era Matthew Mullineux
Per la prima volta erano presenti nei 21 giocatori, rappresentanti di tutte e quattro le nazioni. Disputò 21 partite (17 vinte) conteggiando anche quelle contro i team statali di Northern Queensland e Victoria. Si giocarono 4 test match contro la Australia. I Turisti ne vinsero 3.

## Risultati
| Goulburn 17 giugno 1899 | Central Southern | 3 – 11 | Gran Bretagna XV |  |

| Sydney 17 giugno 1899 | New Sotuh Wales | 3 – 4 | Gran Bretagna XV |  |

| Sydney 20 giugno 1899 | Metropolitan | 5 – 8 | Gran Bretagna XV |  |

| Sydney 24 giugno 1899 | Australia | 13 – 3 | Gran Bretagna | Cricket ground |

| Toowomba 28 giugno 1899 | Toowomba | 5 – 19 | Gran Bretagna XV |  |

| Brisbane 1º luglio 1899 | Queensland | 11 – 3 | Gran Bretagna XV |  |

| Bundaberg 5 luglio 1899 | Bundaberg | 3 – 36 | Gran Bretagna XV |  |

| Rockhampton 8 luglio 1899 | Rockhampton | 3 – 16 | Gran Bretagna XV |  |

| Mount Morgan 11 luglio 1899 | Mount Morgan | 3 – 29 | Gran Bretagna XV |  |

| Rockhampton 15 luglio 1899 | Central Queensland | 3 – 22 | Gran Bretagna XV |  |

| Maryorough 19 luglio 1899 | Maryorough | 8 – 27 | Gran Bretagna XV |  |

| Brisbane 22 luglio 1899 | Australia | 0 – 11 | Gran Bretagna | Exhibition Ground |

| Armidale 25 luglio 1899 | New England | 4 – 6 | Gran Bretagna XV |  |

| Newcastle 27 luglio 1899 | Newcastle | 0 – 28 | Gran Bretagna XV |  |

| Sydney 29 luglio 1899 | New Sotuh Wales | 5 – 11 | Gran Bretagna XV |  |

| Sydney 1º agosto 1899 | Metropolitan | 8 – 5 | Gran Bretagna XV |  |

| Sydney 5 agosto 1899 | Australia | 10 – 11 | Gran Bretagna | Cricket ground |

| Bathurst 9 agosto 1899 | Western Distrcit | 0 – 19 | Gran Bretagna XV |  |

| Sydney 12 agosto 1899 | Australia | 0 – 13 | Gran Bretagna | Cricket ground |